# モーリン・コックス
モーリン・スターキー・ティグレット（Maureen Starkey Tigrett, 1946年8月4日 - 1994年12月30日）は、ビートルズのドラマー、リンゴ・スターの最初の妻。彼らは1965年に結婚し、1975年に離婚した。2人の間には、ザック、ジェイソン、リーの3人の子供がいる。1994年12月30日に白血病による合併症で死去（48歳）。

## 生涯

### 生い立ち
イギリス、リヴァプールにて、船員だった父ジョセフ・コックス (Joseph Cox, 1910年 - ?）と母フローレンス・バレット（Florence Barrett, 1912年 - ?）の一人娘として生まれた。出生時の名前はメアリー・コックス (Mary Cox) であったが、16歳の時に学校を中退し、美容師見習いに転向した。その際に名前をモーリンに変えている。親しい友人の間では愛称でモー (Mo) と呼ばれていた。
モーリンがキャヴァーン・クラブの常連だった頃、しばしばビートルズが演奏を行った。彼女は、ビートルズの新しいドラマー、リンゴに熱を上げ、サインを得たが、モーリンがリンゴの注意を引くまで3週間かかった。その後は休みの間も一緒に過ごす仲となった。
ビートルズのメンバーの注意を引こうと争う、多くのファンとの間でしばしば凶暴な争いが起こり、モーリンとリンゴがデートをしているのを知った多くのファンたちに脅かされることとなった。1963年2月14日、ビートルズがその夜演奏したロカルノの会場の外に、リンゴは車を止めていたが、車の脇で待っていたモーリンの顔を、ファンが引っ掻くという事態が発生した。
1963年9月、モーリンは両親の許可を得て、リンゴとポール・マッカートニー、ポールのガールフレンドのジェーン・アッシャーと共に、ギリシャで休暇をすごしたが、ビートルズがさらに有名になりプライバシーがほとんど無くなる前の、最後の平和なひと時となった。
1965年1月に、リンゴはロンドンのAd Libクラブで、モーリンに結婚を申し込んだ。

### リンゴとの結婚

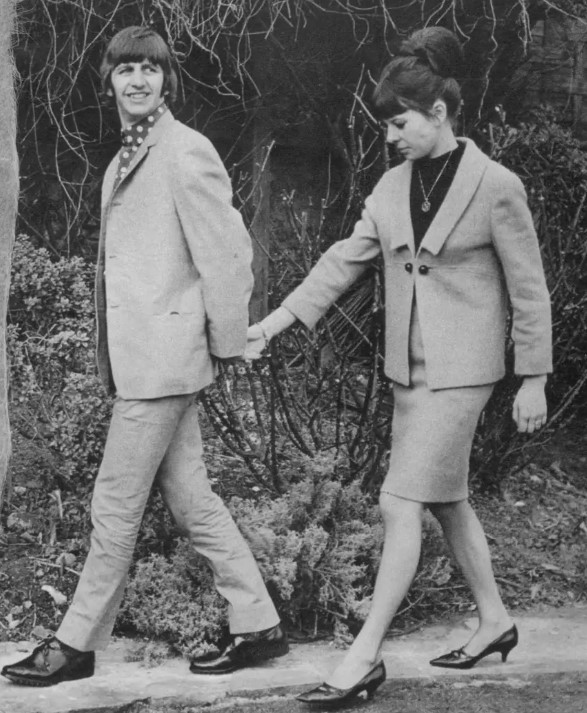
夫のリンゴ・スターとともに。

18歳になったモーリンは、1965年2月11日にリンゴと結婚した。彼らの最初の子供ザック・スターキーは、1965年9月13日に誕生した。その後もう2人の子供たち（1967年8月19日生まれのジェイソンと1970年11月11日生まれのリー）が誕生した。この間、モーリンはリンゴにとって大きな人生の一部であり、2人は常に共にあった。モーリンは、『ホワイト・アルバム』に収録されている「ザ・コンティニューイング・ストーリー・オブ・バンガロー・ビル」でオノ・ヨーコと共にサイドボーカルを担当し、また1969年に映画『レット・イット・ビー』でのアップル屋上コンサート最後の「ゲット・バック」演奏終了後のシーンで喝采を送り、ポールが「ありがとう、モー」と言っているのを聞くことができる。
ビートルズがアップル・レコードとして出したカタログの最初の曲は、フランク・シナトラが個人的にリンゴのファンとして、1968年のモーリン22歳の誕生日にプレゼントした、極めてプライベートなものだった。
フランク・シナトラは、シナトラの大ファンだったモーリンのために、サミー・カーンがローレンツ・ハートの歌詞を特にモーリン個人向けに書き直した「ザ・レディ・イズ・ア・トランプ」をロサンゼルスで録音した。そのマスターテープは消去されたが、数点のコピーは残された。
リンゴは、1968年8月4日にこのユニークなシングルを発表してモーリンを驚かせた。ビートルズ／シナトラの共作という記念すべきこの作品は、現存する数少ないレコードおよびコピー版の中でも特にコレクター間では貴重な一品として扱われている。音質の悪い海賊版がコレクター間で出回り始め、現在でもいくつかの海賊版のアルバムで聴くことができる。カーンが手を加えた歌詞をシナトラが熱唱する間、カーンはピアノを演奏した。それはわずか2人だけのパフォーマンスだった。
フィラデルフィアのラジオ局WMGKのアンドレ・ガードナーが2005年に元ビートルズのマネージャー、ピーター・ブラウンに行ったインタビューの際、ブラウンは、シナトラのレコーディングを成功させることにおける自身の役割を広範囲に解説した。
パティ・ボイドの自伝「Wonderful Tonight」で言及されている、モーリン自身の不倫問題のような2人が直面した結婚問題の全てにもかかわらず、モーリンは決して離婚を望んではいなかった。しかしリンゴは離婚を希望し、結局モーリンは離婚を承諾した。1975年7月17日、離婚は、リンゴとアメリカ人モデルのナンシー・リー・アンドリュースとの問題を理由に決定付けられた。

### 離婚後
モーリンは自分自身と子供たちのために徐々に新しい生活を作り始めた。しかし、スターキー一家はそのまま家族として残った。ある友人は「モーリンは、決してリンゴの心から離れることはなかった。リンゴはただ、モーリンと恋に落ちたその相手を忘れるだけだった」とコメントしている。1978年の3回目の離婚記念日に、子供たちと一緒のリンゴとモーリンは、共にパーティーに出席した。モーリンは、モナコで1989年5月27日にハードロックカフェのオーナー、アイザック・ティグレットと結婚し、1987年1月4日にテキサス州ダラスにて一人娘オーガスタ・キング・ティグレットが誕生した。

### 死去
モーリン・ティグレットは、ワシントン州シアトルにあるフレッド・ハッチンソン癌研究センターで 1994年12月30日に白血病の治療中、合併症で死亡した。モーリンは、息子ザックから骨髄移植を受けた。彼女の臨終に際し、4人の子供たち、母フローレンス、夫アイザックと先夫リンゴの全員がベッド脇に集まった。リンゴは彼女の死に直面し、ただ呆然とするばかりだった。友人が代わりに報道機関に次のようにコメントしている。「モーリンはリンゴの心の大部分を占めていたほとんどの物を持ち去ってしまった。彼は、モーリンだけが彼の心の中を長年にわたって占め続けた、とても多くの物を失ってしまった。」
ポールはモーリンのために、自身の1997年のアルバム『フレイミング・パイ』の中で、「リトル・ウィロー」を彼女の子供たちに捧げている。

## 引用
1. ↑  The Seattle Times